# Bedlina
Bedlina (455 m n. m.) je kopec v předhůří Hostýnských vrchů v katastru obce Bystřice pod Hostýnem, asi 1,5 km severozápadně od Hostýna.

## Tatarská legenda
K Bedlině se váže pověst z doby tatarského vpádu na Moravu. Podle legendy se ve 13. století (1241) ukrývali lidé před mongolsko-tatarskými vojsky na Hostýně. Tataři se proto utábořili na kopcích Chlum a Bedlina na dohled od Hostýna. Kopec Bedlina však byl nižší než Hostýn a neposkytoval Tatarům dostatečnou možnost k ostřelování Hostýna. Tataři tedy Bedlinu údajně zvýšili tím, že na kopec nanosili obrovské množství hlíny ve svých přilbicích a čepicích. Historické prameny však nic z této legendy (kromě možné přítomnosti Tatarů v okolí Hostýna) nepotvrzují.